# 藤沢放火殺人事件
藤沢放火殺人事件（ふじさわほうかさつじんじけん）とは、1993年（平成5年）に神奈川県藤沢市で起きた、放火・殺人事件である。
不起訴から民事訴訟の結果を受けて一転起訴になり、無罪判決から有罪判決になるなど異例の展開で有罪判決が確定した。

## 概要
1993年（平成5年）12月14日午後2時26分頃、藤沢市亀井野のアパートが火災で全焼し、洋装店員の女性（当時25歳）の遺体が焼け跡の自室から見つかった。また、女性の交際相手で会社員の男（当時21歳）も左腕に軽い火傷を負った。男は「一年程前から二人は同居していた。別れ話のもつれから女性が台所にあった灯油をまいて火をつけた。自分も後追いしようとしたが死にきれなかった」と供述している。
1994年2月2日、女性の両親は男を殺人・現住建造物放火の疑いで神奈川県警察に告訴した。
1995年3月9日、神奈川県警察は男を横浜地検に書類送検した。
1998年6月26日、横浜地検は男を嫌疑不十分で不起訴処分とする判断をした。

## 民事訴訟
1996年12月12日、被害者の両親は男に対し、約9900万円の損害賠償を求める訴訟を横浜地裁に提訴した。
2000年9月21日、横浜地裁（末永進裁判長）は「男性が女性の首を包丁で刺し、灯油をまいて焼死させた」として殺人事件と認定、男に対し遺族へ9700万円の賠償金を支払う判決を下した。
2001年1月17日、東京高裁（涌井紀夫裁判長）は「女性の焼死は男性の加害行為によって引き起こされたと推認することが合理的で説得力がある」として一審の判決を支持、男側の控訴を棄却した。
2001年9月11日、最高裁第三小法廷（千種秀夫裁判長）は被告側の上告を受理しない決定を出したため、被告に9700万円の損害賠償を命じた判決が確定した。

## 再捜査
2000年9月22日、被害者の両親は民事訴訟の判決文を添えて再捜査を求める上申書を横浜地検に提出した。
2000年10月30日、被害者の両親は横浜地検の不起訴処分を不服として横浜検察審査会に審査の申立てを行った。
2001年1月20日までに横浜地検は横浜検察審査会への不起訴不当の申立てを受けて証拠の再鑑定や事情聴取などの再捜査を開始した。
2001年2月26日、横浜地検は男を殺人・現住建造物放火容疑で逮捕した。検察側が殺人容疑事件で不起訴とした判断が覆ったのは極めて異例。
2001年3月18日、横浜地検は男を殺人・現住建造物放火の罪で起訴した。起訴にあたって、鑑定の結果、出血から一酸化炭素を吸引して死亡するまでに約1時間経過していたことが分かり「被害者が自ら部屋に灯油をまいて放火した後、包丁で首を刺して自殺を図った」という男の供述と矛盾する裏付けが取れたため、起訴に踏み切った。なお、鑑定にあたってアメリカの心臓病理学者・ブルース・マクマヌスが2000年に発表した臓器鑑定法を基に鑑定を実施。その結果、被害者は出血から心臓の細胞が壊死し始めるのに約40分間かかり、その後一酸化炭素を吸引したことによる急性心不全により死亡したことが分かった。

## 刑事裁判
2001年7月12日、横浜地裁（矢村宏裁判長）で初公判が開かれ、男は「殺害も放火もしていない」と起訴事実を全面否認、無罪を主張した。弁護側も「被害者は自ら火を放ち自殺した」として無罪を主張した。
2001年11月26日、被害者を司法解剖した教授に対する証人尋問が行われ、教授は被害者の死因について「死因は焼死という意見に変化はない」と述べた。
2003年3月27日、論告求刑公判が開かれ、検察側は「極めて残虐な犯行」として男に無期懲役を求刑した。
2003年4月24日、最終弁論が開かれ、弁護側は「被告との交際や家族関係などで悩んでいた被害者が自殺を図ろうとして、自分で首を刺してから火を付けた」と主張し、某医学者の指摘に対しては「自傷は可能。検察の都合に合わせた鑑定内容で信用性がない」と反論した。最終意見陳述で男は「彼女を殺したわけでも、放火したわけでもありません」と改めて無罪を主張、裁判が結審した。
2003年6月2日、横浜地裁（矢村宏裁判長）で判決公判が開かれ「被害者に自殺の動機は乏しく、被告が被害者の首を刺し、放火した蓋然性が認められる」としながら検察側の鑑定結果について「信用性に合理的な疑いを入れる余地があり、犯罪の証明がない」として男に対して無罪の判決を言い渡した。
判決では検察側の鑑定の信用性について「参考にした文献の考察が不十分」として信用性を否定。また、首の刺し傷に関しては「自傷行為では生じ得ないものとは認定できない」として男の犯人性を否定した。横浜地検はこの判決を不服として控訴した。
2004年9月27日、東京高裁（白木勇裁判長）は「被告と別れられると喜んでいた被害者が心中するとは考えにくい。現場にいた被害者以外の唯一の人物であり、過去に被害者に危害を加えていた被告が犯行を行ったとの認定に、合理的な疑いをいれる余地はない」として懲役15年の逆転有罪判決を下した。弁護側はこの判決に対して上告した。
2005年5月30日、最高裁第二小法廷（福田博裁判長）は、事実誤認はないとして被告側の上告を棄却する決定をしたため、被告の懲役15年の有罪判決が確定した。